# Cryptolabis luteola
Cryptolabis luteola är en tvåvingeart som beskrevs av Alexander 1946. Cryptolabis luteola ingår i släktet Cryptolabis och familjen småharkrankar. Inga underarter finns listade i Catalogue of Life.